# Alloxiphidiopsis longicauda
Alloxiphidiopsis longicauda är en insektsart som beskrevs av Liu, Xiangwei och Dong Zhang 2007. Alloxiphidiopsis longicauda ingår i släktet Alloxiphidiopsis och familjen vårtbitare. Inga underarter finns listade i Catalogue of Life.